# Teratoscincus przewalskii
Espèce
Statut de conservation UICN

 LC  : Préoccupation mineure
Teratoscincus przewalskii est une espèce de geckos de la famille des Sphaerodactylidae.

## Répartition

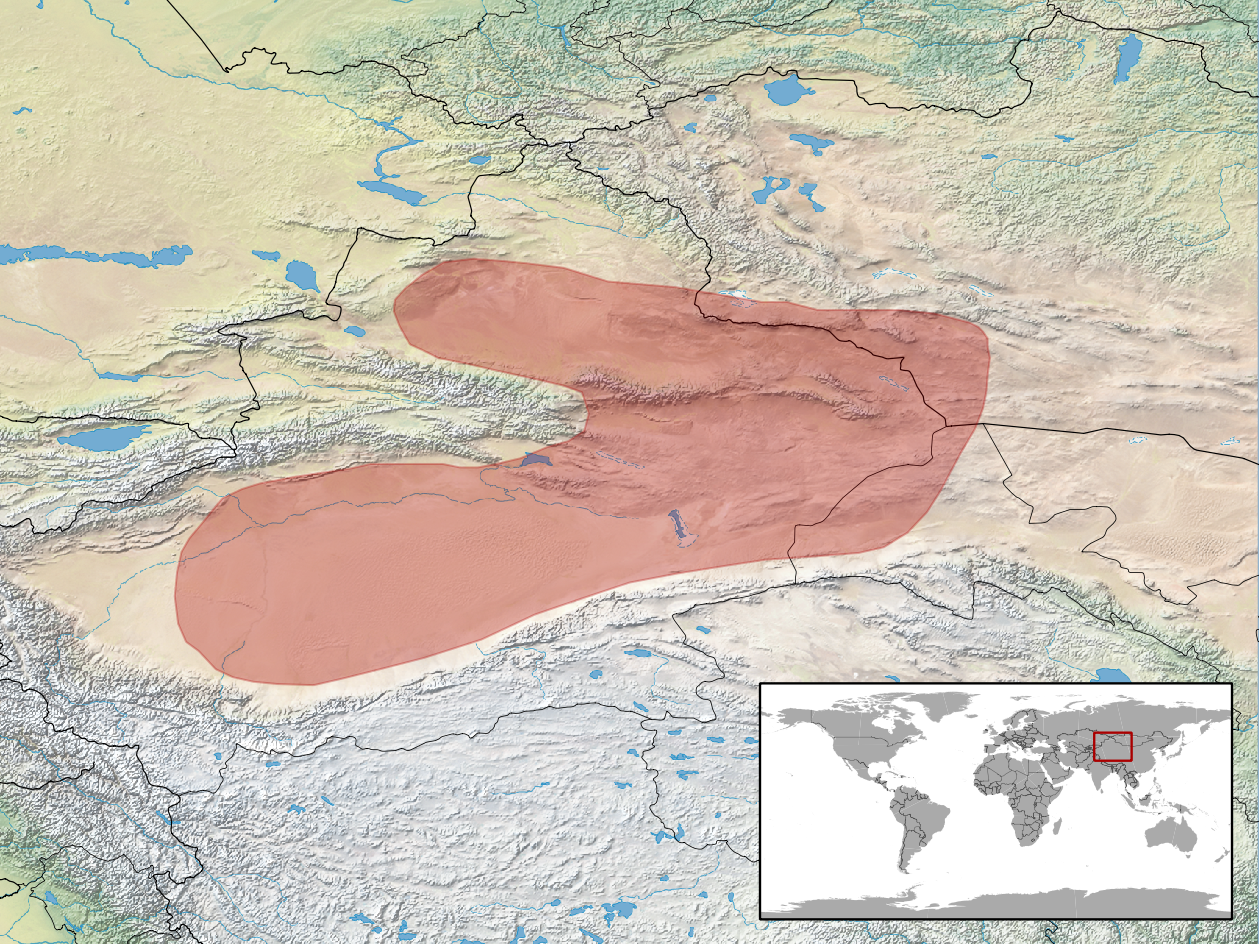
Répartition de l'espèce.

Cette espèce se rencontre :
- dans le sud de la Mongolie ;
- en République populaire de Chine dans les provinces du Xinjiang, du Gansu et de Mongolie-Intérieure.

## Description
C'est un gecko terrestre, nocturne et insectivore.

## Étymologie
Cette espèce est nommée en l'honneur de Nikolaï Mikhaïlovitch Prjevalski.

## Publication originale
- Strauch, 1887 : Bemerkungen über die Geckoniden-Sammlung im zoologischen Museum der kaiserlichen Akademie der Wissenschaften zu St. Petersburg. Mémoires de l'Académie impériale des sciences de Saint-Pétersbourg, ser. 7, vol. 35, no 2, p. 1-72 (texte intégral).